# Hacıfakılı, Akçakent
Hacıfakılı là một xã thuộc huyện Akçakent, tỉnh Kırşehir, Thổ Nhĩ Kỳ. Dân số thời điểm năm 2010 là 84 người.